# Évriguet
Évriguet település Franciaországban, Morbihan megyében. Lakosainak száma 210 fő (2022. január 1.). Évriguet Brignac, Saint-Brieuc-de-Mauron, Guilliers és Ménéac községekkel határos.

## Népesség
A település népességének változása:
| Lakosok száma | 271  | 182  | 192  | 186  | 172  | 171  | 181  | 199  | 205  | 210  |
|               | 1968 | 1982 | 1990 | 2006 | 2013 | 2015 | 2017 | 2019 | 2020 | 2022 |